# 斋氏掠蛛
斋氏掠蛛（学名：Drassodes saitoi）为平腹蛛科掠蛛属的动物。在中国大陆，分布于甘肃等地。该物种的模式产地在甘肃。